# Gabriela Carrillo
Gabriela Carrillo Rosas (6. kolovoza, 1987. – Pichucalco, Meksiko) poznata i kao Gaby Carrillo meksička je glumica. Pohađala je Centro de educación artística de Televisa kako bi usavršila svoje glumačke sposobnosti.
Prvu ulogu dobila je 2007. u TV seriji Muchachitas como tú. 2008. glumila je u Alma de hierro i Sexo y otros secretos. U telenoveli Moj grijeh dobiva ulogu Terese Roure Valdivije, što je ujedno i njena najznačajnija uloga. 

## Filmografija
| Godina | Naslov                     | Uloga                    | Vrsta      |
| ------ | -------------------------- | ------------------------ | ---------- |
| 2010.  | Last Stop                  | Ana                      | film       |
| 2009.  | Mujeres asesinas           | Mónica                   | serija     |
| 2009.  | Moj grijeh                 | Teresa Roura Valdivia    | telenovela |
| 2008.  | SOS: Sexo y otros secretos | -                        | serija     |
| 2008.  | Alma de hierro             | Karina                   | telenovela |
| 2007.  | Muchachitas como tú        | Elena Olivares Cervantes | telenovela |

## Nagrade televizijske nagrade
| Godina | Kategorija       | Telenovela | Rezultat   |
| ------ | ---------------- | ---------- | ---------- |
| 2010.  | najbolja glumica | Moj grijeh | nominirana |